# Theretra intermissa
Theretra intermissa är en fjärilsart som beskrevs av Gehlen. 1941. Theretra intermissa ingår i släktet Theretra och familjen svärmare. Inga underarter finns listade i Catalogue of Life.